# Nemoraea nigra
Nemoraea nigra är en tvåvingeart som beskrevs av Jacques-Marie-Frangile Bigot 1859. Nemoraea nigra ingår i släktet Nemoraea och familjen parasitflugor. Inga underarter finns listade i Catalogue of Life.